# December to Dismember (2006)
O December to Dismember (2006) foi um pay-per-view (PPV) de wrestling profissional produzido pela WWE que aconteceu dia 3 de dezembro de 2006 no James Brown Arena em Augusta, Geórgia. Wrestling profissional é um tipo de entretenimento esportivo com eventos teatrais combinados com competições esportivas. Todas as lutas, cenários e história de antes e depois do evento são pré-planejados pela equipe criativa. Esse evento estrelou wrestlers do brand ECW, mas as equipes da Raw e da SmackDown! também trabalharam na parte técnica. Esse nome foi derivado do pay-per-view original da Extreme Championship Wrestling December to Dismember de 1995.
A atração principal no card do evento foi uma Extreme Elimination Chamber match pelo ECW World Championship, que consiste em wrestlers lutando em um ringue cercado de uma estrutura de aço feita de correntes. Os seis participantes eram o campeão defensor The Big Show, Bobby Lashley, Rob Van Dam, Hardcore Holly, CM Punk e Test. Lashley ganhou a partida e o título após imobilizar Big Show depois de um spear. Uma luta destacada no undercard foi uma luta tag team entre The Hardys (os irmãos na vida real Matt e Jeff) e MNM (Joey Mercury e Johnny Nitro), onde The Hardys saíram vitoriosos.
Esse evento teve uma assistência de 4,800 pessoas na arena e 90,000 compras do pay-per-view, sendo 55,000 delas compras domésticas—O menor índice de compras da história da WWE. Mesmo assim, foi marcada a edição de 2007, mas a WWE decidiu que todos os pay-per-views teriam que ser dos três brands, decisão tomada 2 semanas antes do evento.

## Antes do evento
Na semana anterior, no ECW on Sci Fi Broadcast, um programa de cinco minutos da Raw e do SmackDown! que fala sobre as notícias do ECW. Ele deu um pequeno hype ao evento. Ele deu maior importância ao Survivor Series, que aconteceu uma semana antes do December to Dismember. Nesse tempo, a maior storyline da Raw era o feud entre a D-Generation X e a Rated-RKO e da SmackDown! era entre Batista e o World Heavyweight Champion King Booker. O início dos vínculos para o December to Dismember começaram no meio de outubro, seis semanas antes do evento. Esse foi o único pay-per-view exclusivo da ECW antes da decisão da WWE que todos eles teriam de ser acessíveis aos três brands.

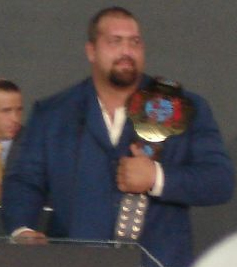
The Big Show como ECW World Champion.

O main event do December to Dismember estrelava uma Extreme Elimination Chamber match. Na edição de 24 de outubro de 2006 do ECW, Rob Van Dam ganhou uma oportunidade pelo ECW World Championship por derrotar The Big Show numa ladder match. Van Dam quis usar sua chance pelo campeonato no December to Dismember. A figura autoritária Paul Heyman autorizou a decisão de Van Dam adicionando-o a Extreme Elimination Chamber contra outros cinco wrestlers, incluindo o campeão, The Big Show. Os quatro participantes restantes para a luta foram decididos através de lutas individuais de wrestling em regras tradicionais. A primeira pessoa a se classificar para a Elimination Chamber foi Sabu, que derrotou Kevin Thorn na edição de 31 de outubro do ECW. Na semana seguinte, CM Punk e Test classificaram por derrotar Mike Knox e Tommy Dreamer, respectivamente. A última vaga seria de Hardcore Holly através da assinatura de um contrato na edição de 14 de novembro de 2006 do ECW. Quando Holly estava fazendo sua entrada ao ringue, Bobby Lashley, wrestler do brand  SmackDown!, atacou Holly e assinou o contrato para ganhar a sexta e última vaga para a Extreme Elimination Chamber. Com as seis vagas definidas, Heyman anunciou uma luta entre Van Dam e Holly, em uma Extreme Rules match na edição de 21 de novembro de 2006 do ECW, com a estipulação de que, se Van Dam perdesse, teria de abandonar sua vaga; Van Dam, contudo, ganhou a partida. Van Dam contunuou com seu bom momento para o December to Dismember quando se juntou a Sabu, Lashley, John Cena e Kane para derrotar The Big Show, Test, Eddie Fatu, Finlay e Montel Vontavious Porter numa Traditional Survior Series Elimination tag-team match no evento Survivor Series. Na última edição da ECW antes do December to Dismember, Van Dam derrotou Sabu. Mais tarde, na continuação do show CM Punk enfrentou Test, mas os dois perderam por dupla contagem fora do ringue. No evento principal, The Big Show foi desqualificado contra Lashley quando a Força de Segurança de Heyman e Test (Doug e Danny Basham) invadiram e atacaram Lashley.

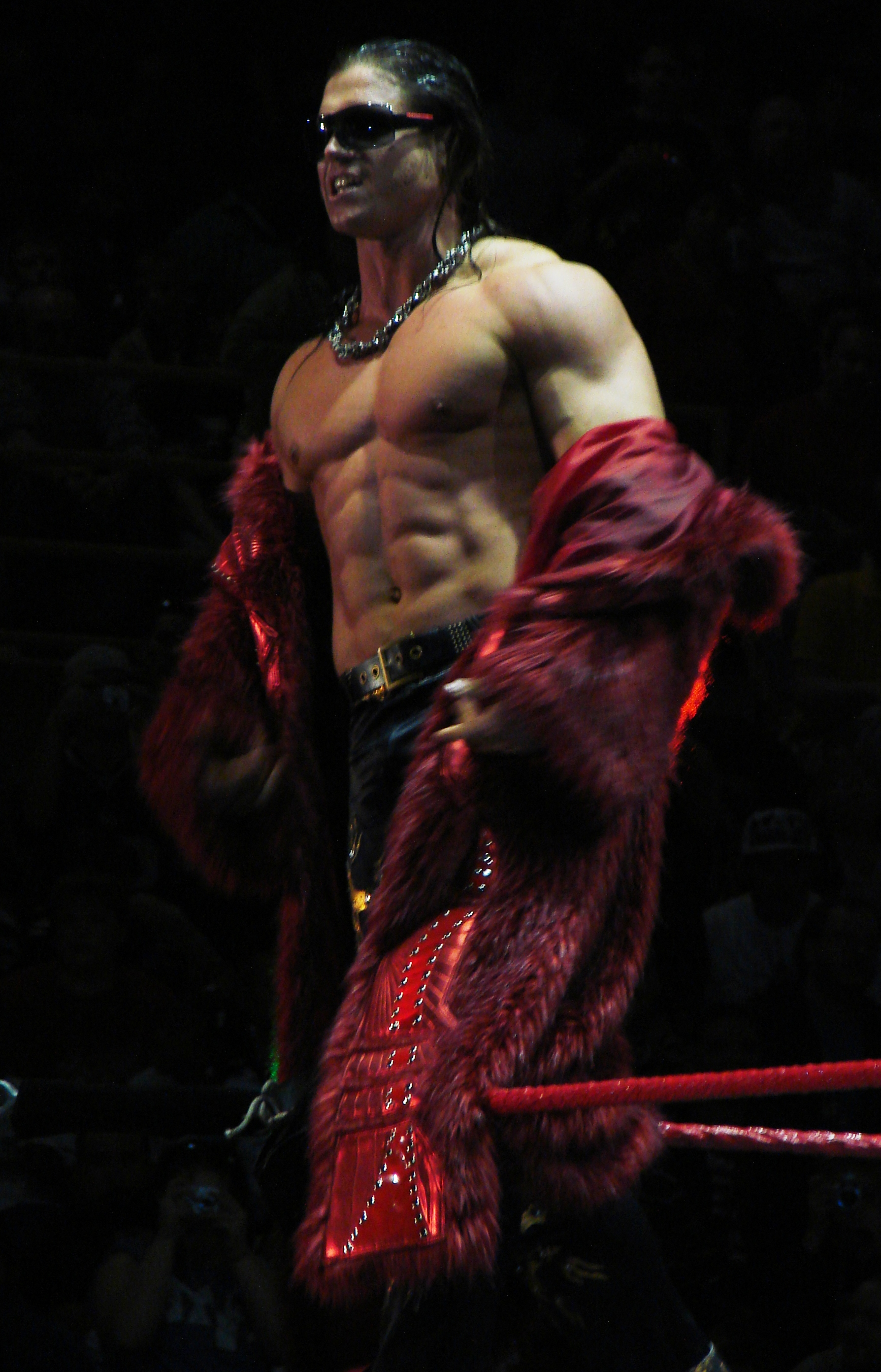
Johnny Nitro olhando em direção ao público.

Outra grande rivalidade que estava indo para o December to Dismember era dos irmãos Jeff e Matt e a MNM (Joey Mercury, Johnny Nitro e Melina).

## Resultados
| #                                        | Resultados | Estipulações                                                  | Tempos |
| ---------------------------------------- | --- | ------------------------------------------------------------- | ------ |
| Dark                                     | Stevie Richards derrotou René Dupree.                                                                                       | Luta individual                                               | n/a    |
| 1                                        | The Hardys (Matt e Jeff) derrotaram MNM (Joey Mercury e Johnny Nitro) (com Melina).                                         | Luta Tag team                                                 | 22:33  |
| 2                                        | Balls Mahoney derrotou Matt Striker.                                                                                        | Striker's Rules match                                         | 07:12  |
| 3                                        | Elijah Burke e Sylvester Terkay derrotaram The Full Blooded Italians (Little Guido Maritato e Tony Mamaluke) (com Trinity). | Luta Tag team                                                 | 06:41  |
| 4                                        | Daivari (com The Great Khali) derrotou Tommy Dreamer.                                                                       | Luta individual                                               | 07:22  |
| 5                                        | Kevin Thorn e Ariel derrotaram Mike Knox e Kelly Kelly.                                                                     | Luta Tag team inter-gêneros                                   | 07:43  |
| 6                                        | Bobby Lashley derrotou The Big Show (c), Rob Van Dam, Hardcore Holly, CM Punk e Test                                        | Extreme Elimination Chamber match pelo ECW World Championship | 24:42  |
| (c) - refere-se ao campeão antes da luta | |                                                               |        |

### Extreme Elimination Chamber entradas e eliminações
| Eliminado | Lutador        | Entrada  | Equipamento                      | Método de eliminação                                                                               | Tempo |
| --------- | -------------- | -------- | -------------------------------- | -------------------------------------------------------------------------------------------------- | ----- |
| Primeiro  | CM Punk        | Terceiro | Cadeira de aço                   | Imobilizado após um Frog splash do top turnbuckle por Van Dam                                      | 12:35 |
| Segundo   | Hardcore Holly | Primeiro | n/a                              | Imobilizado por Test depois de um big boot                                                         | 12:45 |
| Terceiro  | Rob Van Dam    | Segundo  | n/a                              | Imobilizado por Test depois de um Elbow drop em uma cadeira de aço em cima da cela de The Big Show | 14:00 |
| Quarto    | Test           | Quarto   | Pé-de-cabra                      | Imobilizado por Lashley depois de um spear                                                         | 19:42 |
| Quinto    | The Big Show   | Sexto    | Arame farpado Bastão de beisebol | Imobilizado por Lashley depois de um spear                                                         | 24:42 |
| Vencedor  | Bobby Lashley  | Quinto   | Mesa                             | |       |